# ヴァン・ヘルシング アニメーテッド
『ヴァン・ヘルシング アニメーテッド』（原題：Van Helsing: The London Assignment）は、2004年にアメリカ合衆国より発売されたOVA（オリジナル・ビデオ・アニメーション）作品である。2004年の実写映画『ヴァン・ヘルシング』の劇場公開に合わせて制作された短編のアドベンチャーアニメーションで、連続女性殺人事件を追うヴァン・ヘルシングの活躍を描いた。映画『ヴァン・ヘルシング』の前章となるストーリーを描いたアニメーション作品。
日本では2004年8月27日にユニバーサル・ピクチャーズ・ジャパンより映像特典「ヴァン・ヘルシング メイキング」と日本語吹き替えを挿入するDVD (UUSD-70089) が発売されている。

## ストーリー
19世紀末のロンドンで若い女性を狙った連続殺人が起こり、犯行に邪悪な力が絡んでいることを突き止めたバチカン聖騎士団は、モンスターハンターであるヴァン・ヘルシングを派遣する。殺人現場でヴァン・ヘルシングが出会った犯人は巨大な体躯と怪力を持ち、ハイド氏と名乗る怪物だったが、それは医者であるジキル博士が薬を飲んで変身した姿だった。追い詰められたハイド氏は知恵の働くジキル博士の姿に戻り、雲隠れしてしまう。
囮役として連れてこられた相棒のカールと共に犯人のハイド氏を追跡するヴァン・ヘルシングは、ハイド氏の隠れ家でヴィクトリア女王を自称する若い女性と出会う。彼女によると自分は病気で、主治医のジキル博士と結婚すれば、毎晩薬を飲ませてくれるのだという。だがそれは、ヴィクトリア女王に恋をして邪悪な魔術に手を染めたジキル博士が、高齢の女王に若返りの薬を与えているのだった。若返りの薬には新鮮な魂が必要なので、もし二人の結婚を許してしまえば毎晩殺人が行われることになる。
悪事が露見したことに気づいたジキル博士は、ヴィクトリアを連れて即位50周年記念の気球に乗り逃亡する。気球にしがみついて後を追ったヴァン・ヘルシングは、薬を飲んで変身したハイド氏と、建設中のタワーブリッジで死闘を繰り広げる。ヴァン・ヘルシングはハイド氏に弾丸を命中させたが、傷を負わせただけで取り逃してしまった。
明け方にバッキンガム宮殿へとヴィクトリアを連れ帰ったヴァン・ヘルシングは、褒美として女王の頬にキスすることを許される。だが、キスの最中に夜が明けて薬の効果が切れ、ヴィクトリアは70歳の姿へと戻り、事件のことも忘れてしまう。ヴァン・ヘルシングは「We are not amused（余は不愉快である）」のセリフとともに痛烈な平手打ちを食らい、宮殿から慌てて逃げ出す羽目になった。
ヴァン・ヘルシングはカールにバチカンへの状況報告を託すと、パリへ逃れたジキル博士を追って馬を走らせるのだった。

## 作品解説
1888年という時代設定を活かし、建設中のタワーブリッジや、当時開通したばかりである世界最古の地下鉄・ロンドン地下鉄などが戦いの舞台となる。また、前年に行われたヴィクトリア女王の即位50年記念式典（英語: Golden Jubilee of Queen Victoria）について言及されたり、明示されたわけではないが、ジキル博士とハイド氏の犯行が同年の切り裂きジャックを彷彿とさせるなど、30分の短編アニメに当時の時事問題がふんだんに盛り込まれている。
ジキル博士のキャラクターデザインは映画の俳優とはあまり似ておらず、骸骨のような顔立ちをしているが、若い女性となったヴィクトリアを地下の隠れ家に連れ込む姿は『オペラの怪人』のイメージも混ぜ込まれていると思われる。
作画監督として日本から黄瀬和哉が参加し、韓国人中心の作画チームにより制作された。映画には登場しないオリジナルの武器を使ったり、家屋や汽車の壁を伝って軽やかに飛び移るヴァン・ヘルシングは、実写映画では不可能なアニメならではのスピード感と迫力で、映画とはまた違う楽しみ方ができる。

## キャスト
役名、声の出演、日本語吹き替え。
- ヴァン・ヘルシング[注釈 2] - ヒュー・ジャックマン（山路和弘）
- ジキル - ドワイト・シュルツ（西村知道）
- ハイド - ロビー・コルトレーン（郷里大輔）
- カール - デビッド・ウェナム（田原アルノ）
- 枢機卿 - アラン・アームストロング（村松康雄）
- ヴィクトリア女王 - トレス・マクニール（藤波京子）

## スタッフ
- 監督 - シャロン・ブリッジマン
- 製作 - スティーヴン・ソマーズ、ボブ・ダクセイ、ジョン・カフカ
- 製作総指揮 - ボブ・ダクセイ
- 脚本 - ガーフィールド・リーヴス＝スティーヴンス、ジュディス・リーヴス＝スティーヴンス
- 音楽 - ジョン・ヴァン・トンジェレン
- アニメーションディレクター - 黄瀬和哉（Production I.G）

## サウンドトラック
2004年6月8日にデッカ・レコードから発売。コンポーザーはジョン・ヴァン・トンジェレン（英語: John Van Tongeren）。
| 全作曲: デビッド・メッツガー（英語: David Metzger）。 |                                                   |       |                                                 |      |
| #                                                     | タイトル                                          | 作詞  | 作曲・編曲                                      | 時間 |
| 1.                                                    | 「The Appearance of Mr. Hyde」                    |       | デビッド・メッツガー （ 英語 : David Metzger ） | 2:24 |
| 2.                                                    | 「Testing Van Helsing」                           |       | デビッド・メッツガー （ 英語 : David Metzger ） | 1:26 |
| 3.                                                    | 「Assignment London」                             |       | デビッド・メッツガー （ 英語 : David Metzger ） | 1:09 |
| 4.                                                    | 「Mr.Hyde Says Hello」                            |       | デビッド・メッツガー （ 英語 : David Metzger ） | 2:34 |
| 5.                                                    | 「Love Potion Mr.Hyde」                           |       | デビッド・メッツガー （ 英語 : David Metzger ） | 2:57 |
| 6.                                                    | 「Carl the Demon Bait」                           |       | デビッド・メッツガー （ 英語 : David Metzger ） | 0:51 |
| 7.                                                    | 「Underground Chase」                             |       | デビッド・メッツガー （ 英語 : David Metzger ） | 4:19 |
| 8.                                                    | 「Disappearance」                                 |       | デビッド・メッツガー （ 英語 : David Metzger ） | 1:27 |
| 9.                                                    | 「Attack of the Beefeaters」                      |       | デビッド・メッツガー （ 英語 : David Metzger ） | 2:06 |
| 10.                                                   | 「You Please Me」                                 |       | デビッド・メッツガー （ 英語 : David Metzger ） | 0:29 |
| 11.                                                   | 「Dumbwaiter Shaft」                              |       | デビッド・メッツガー （ 英語 : David Metzger ） | 1:20 |
| 12.                                                   | 「Lies,All Lies」                                 |       | デビッド・メッツガー （ 英語 : David Metzger ） | 1:20 |
| 13.                                                   | 「What You Fear Most」                            |       | デビッド・メッツガー （ 英語 : David Metzger ） | 2:17 |
| 14.                                                   | 「Tower Bridge Fight」                            |       | デビッド・メッツガー （ 英語 : David Metzger ） | 2:59 |
| 15.                                                   | 「This Isn't Over」                               |       | デビッド・メッツガー （ 英語 : David Metzger ） | 2:16 |
| 16.                                                   | 「Van Helsing:The London Assignment(Main Title)」 |       | デビッド・メッツガー （ 英語 : David Metzger ） | 1:15 |
| 合計時間:                                             | 合計時間:                                         | 31:09 |                                                 |      |